# Julián évszázad
A julián évszázad 36 525 középnapból áll. Bizonyos esetekben csillagászati időtartamok számításánál használatos, így például a különböző évek hosszának hatványsorral történő kifejezésénél is.

## Lásd még
- Julián dátum